# 埃德溫·賴肖爾
埃德温·奧德法瑟·賴肖爾（英語：Edwin Oldfather Reischauer，1910年10月15日—1990年9月1日），又译作賴世和、赖绍华，美国历史学家和外交家，1961年至1966年任美国驻日本大使，是美国公认的日本问题专家。他还与美国人喬治·M·馬科恩在1937年合作发展了韩语的拉丁化標音馬科恩-賴肖爾表記法，在欧美国家广为使用，并成为及（到2000年）的官方罗马正寫法，主要用于地图和手语。

## 生平
1910年10月15日出生于日本东京，为家中次子，其父奥古斯特·K·赖肖尔是1905年从美国去日本传教的基督教长老会传教士。16岁之前在日本生活，接触了日语和日本文化。1931年毕业于美国俄亥俄州的奥伯林学院并取得文學士学位，主修历史，辅修政治。1932年取得哈佛大学硕士学位，1933年—1938年获得哈佛燕京学社奖学金，赴法国、日本、中国等地研究日本语言和历史，1939年因对日本天台宗三祖圆仁法师所著的佛教史传《入唐求法巡礼行记》的研究取得哈佛大学哲学博士学位，其导师是叶理绥。其后在哈佛大学任教，并与美国的汉学家费正清一起开设东亚文明课程。1943年-1945年应征入美国陆军部工作，负责解读日本电讯密码。二战后重回哈佛大学任教，开设了日本语言和历史课程。在哈佛大学度过了绝大部分教学生涯，曾任远东语言系的主席。1956年—1963年任哈佛燕京学社第二任社长。1973年创办哈佛大学日本研究所，1985年该所更名为“賴肖爾日本研究所”以资纪念。1981年退休。1990年9月1日逝世于美国加利福尼亚州的拉霍亚。
1961年应美国总统肯尼迪之邀，出任美國駐日大使，在任期间相当程度地改变了美国与日本之间的认识与定位。曾参与美国对琉球的调查，并代表美国与日本的小坂善太郎外相和大平正芳外相谈判对琉球进行援助的问题。1964年被一名据说「患有」精神分裂症的日本青年袭击，大腿被刺伤，手术时因输血感染肝炎，回国休养很长时间后才从这次恐怖袭击中康复过来。1966年辞职，返回哈佛大学任教。离任前于8月13日密电美国国务院，力主改善美国与中华人民共和国的关系，并于1968年2月12日将他受命制订的《对华政策备忘录》（又称《赖肖尔备忘录》）上交美国总统林登·约翰逊。
妻子松方春（松方 ハル）是日本明治时期首相松方正义的孙女。

## 著作
- 自著有：《Ennin's Travels in T'ang China》（圆仁唐代中国之旅），1955年；《My Life Between Japan and America》；《The Japanese》（日本人）； 《当代日本人—传统与变革》等。
- 合著有《东亚文明：传统与变革》（与费正清合著）、《中国：传统与变革》（与费正清合著）；《赖肖尔备忘录》（与MIT的卢西·派伊和哥伦比亚大学的多克·巴尼特共同起草），1968年。
- 译著有：《入唐求法巡礼行记》（Ennin's Diary： The Record of a Pilgrimage to China in Search of the Law），1955年。

### 引用
1. ↑  . mall.cnki.net.   [2021-04-11]. （原始内容存档于2021-04-11）.

### 文献
- Chapin, Emerson. "Edwin Reischauer, Diplomat and Scholar, Dies at 79,"（页面存档备份，存于） New York Times. September 2, 1990.
- Deptula, Nancy Monteith and Michael M. Hess. (1996).  The Edwin O. Reischauer Institute of Japanese Studies: A Twenty-Year Chronicle. Cambridge: Reischauer Institute, Harvard University.
- Haberman, Clyde. "Books, East and West: My Life Between Japan and America by Edwin O. Reischauer," New York Times. August 20, 1986.
- McDowell, Edwin. "Major Encyclopedia on Japan Written In English." New York Times. October 11, 1983.
- Packard, George R. Edwin O. Reischauer and the American Discovery of Japan (New York: Columbia University Press,  2010). ISBN 0-231-14354-0
- Rabson, Steve. "'Secret' 1965 Memo Reveals Plans to Keep U.S. bases and Nuclear Weapons Options in Okinawa After Reversion" （页面存档备份，存于）, The Asia-Pacific Journal, 5-1-10, February 1, 2010.
- Reischauer, Edwin. (1986). My Life Between Japan And America.  New York: Harper & Row.
- Schulman, Frank Joseph. (1970).  Japan and Korea: An Annotated Bibliography of Doctoral Dissertations in Western Languages, 1877–1969. （页面存档备份，存于）  London: Routledge. ISBN 0-7146-2691-0
- Zurndorfer, Harriet Thelma. (1995). China Bibliography: A Research Guide to Reference Works About China Past and Present. （页面存档备份，存于） Leiden: Brill Publishers. ISBN 90-04-04487-6; ISBN 90-04-10278-7; ISBN 978-90-04-10278-1 (cloth) [reprinted by University of Hawaii Press, Honolulu, 1999. ISBN 0-8248-2212-9; ISBN 978-0-8248-2212-5 (paper)